# Frederik Hilfling-Rasmussen
Jens Carl Frederik Hilfling-Rasmussen (14. října 1869 Brenderup – 7. prosince 1941 Trondheim) byl norský fotograf dánského původu.

## Životopis
Narodil se v dánském Brenderupu jako syn fotografa Jense Rasmussena. Vyrostl v městečku Assens, kde se naučil fotografii v otcově společnosti. Od roku 1890 do roku 1896 pracoval v Kodani a poté se přestěhoval do Kristianie (později Oslo). Svůj vlastní fotografický ateliér založil v roce 1898 a do roku 1905 byl preferován jako oficiální fotograf mnoha událostí. Od roku 1907 do roku 1910 spolupracoval Hilfling-Rasmussen společně s Ernestem Rudem, poté se Hilfling-Rasmussen přestěhoval do Trondeimu . Jako fotograf byl nejznámější díky portrétní fotografii. Vyučoval ve škole Trondhjems Fagskole, od roku 1913 byl členem správní rady Norského sdružení profesionálních fotografů a v roce 1937 se stal čestným členem spolku.
Zemřel v prosinci 1941 v Trondheimu a společnost převzal jeho syn Skjold Hilfling-Rasmussen.

## Galerie

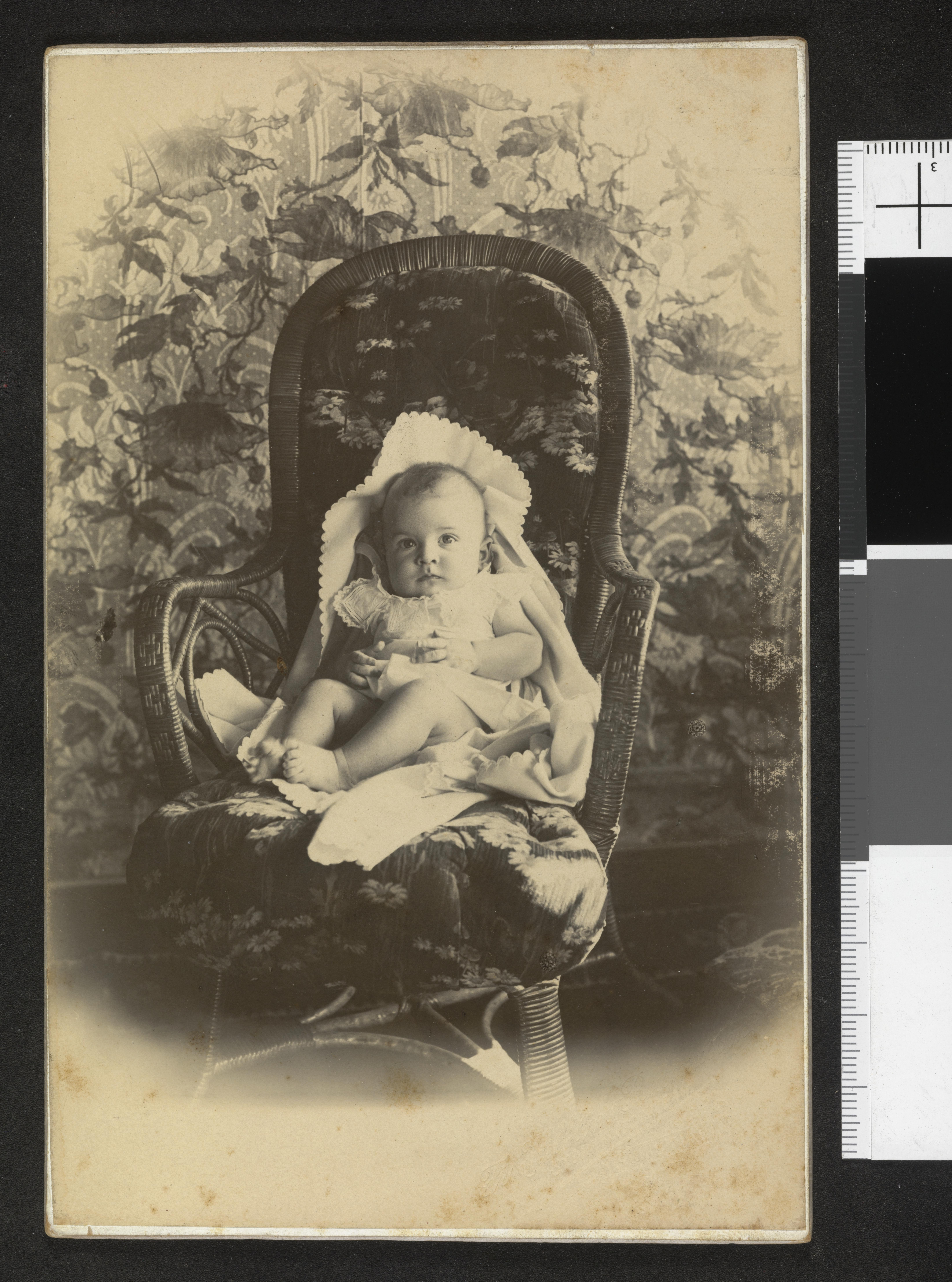
Bjørn Bjørnson (1899–1986)
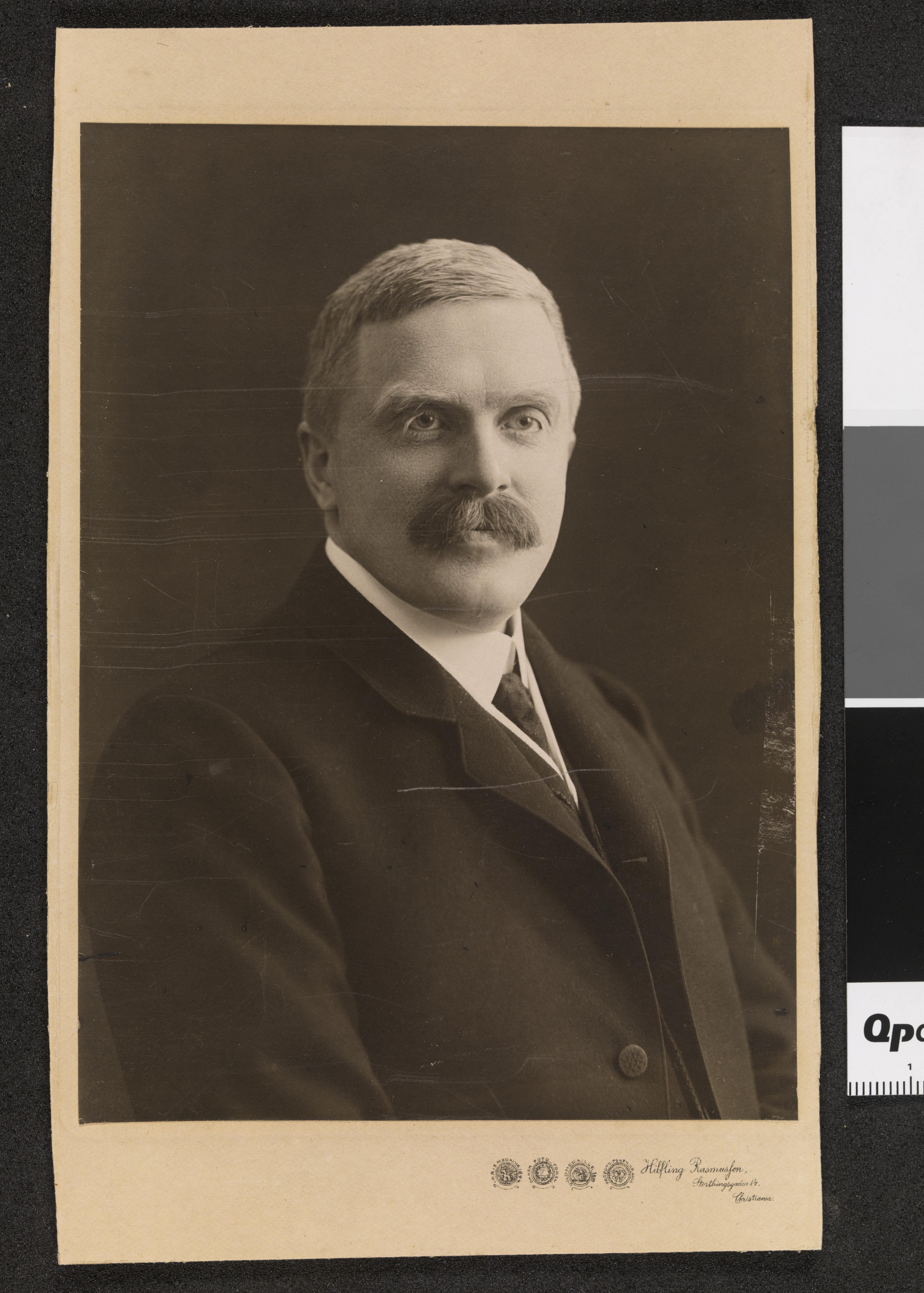
Einar Bjørnson
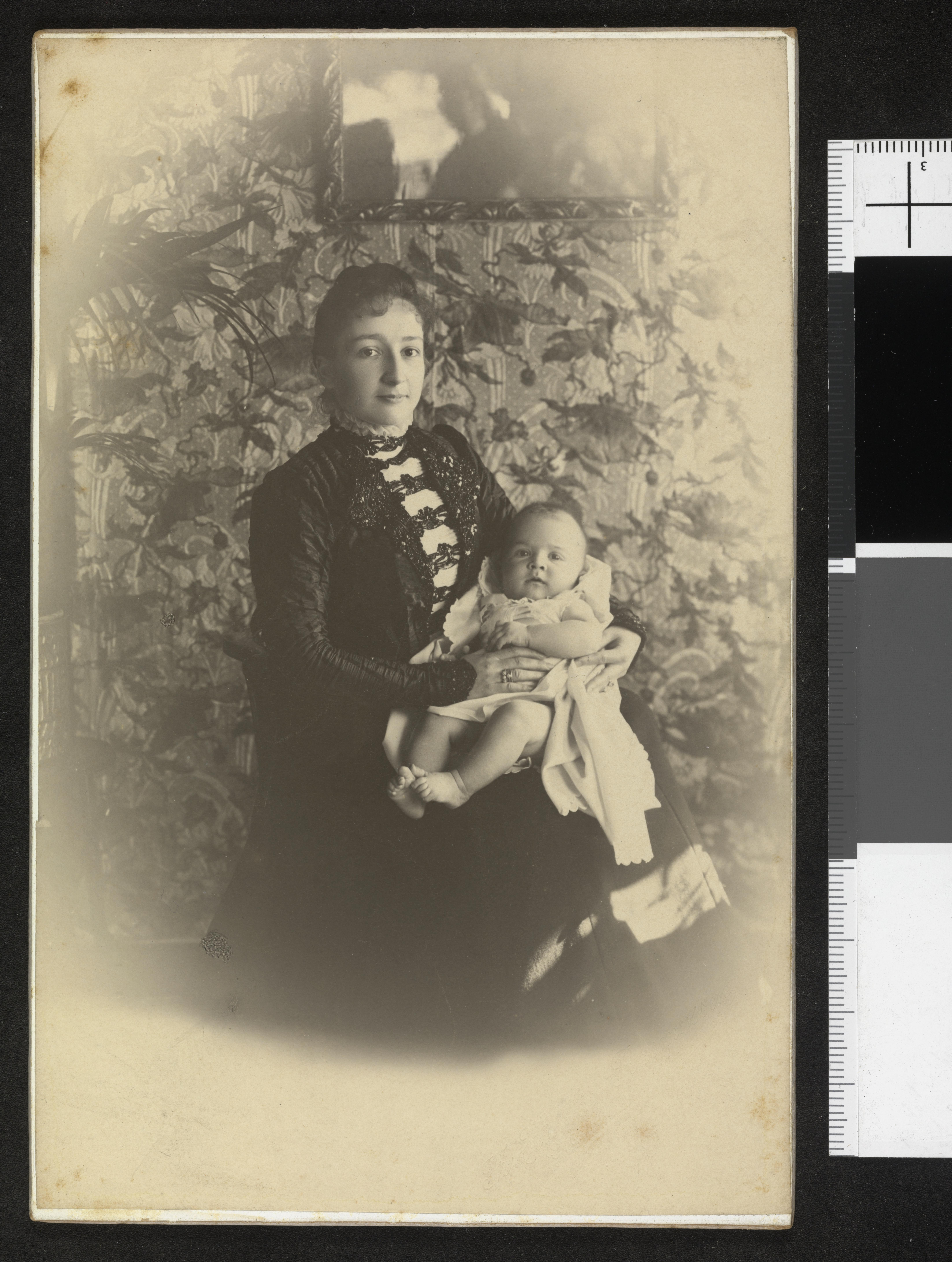
Elsbeth Bjørnson se synem Bjørnem
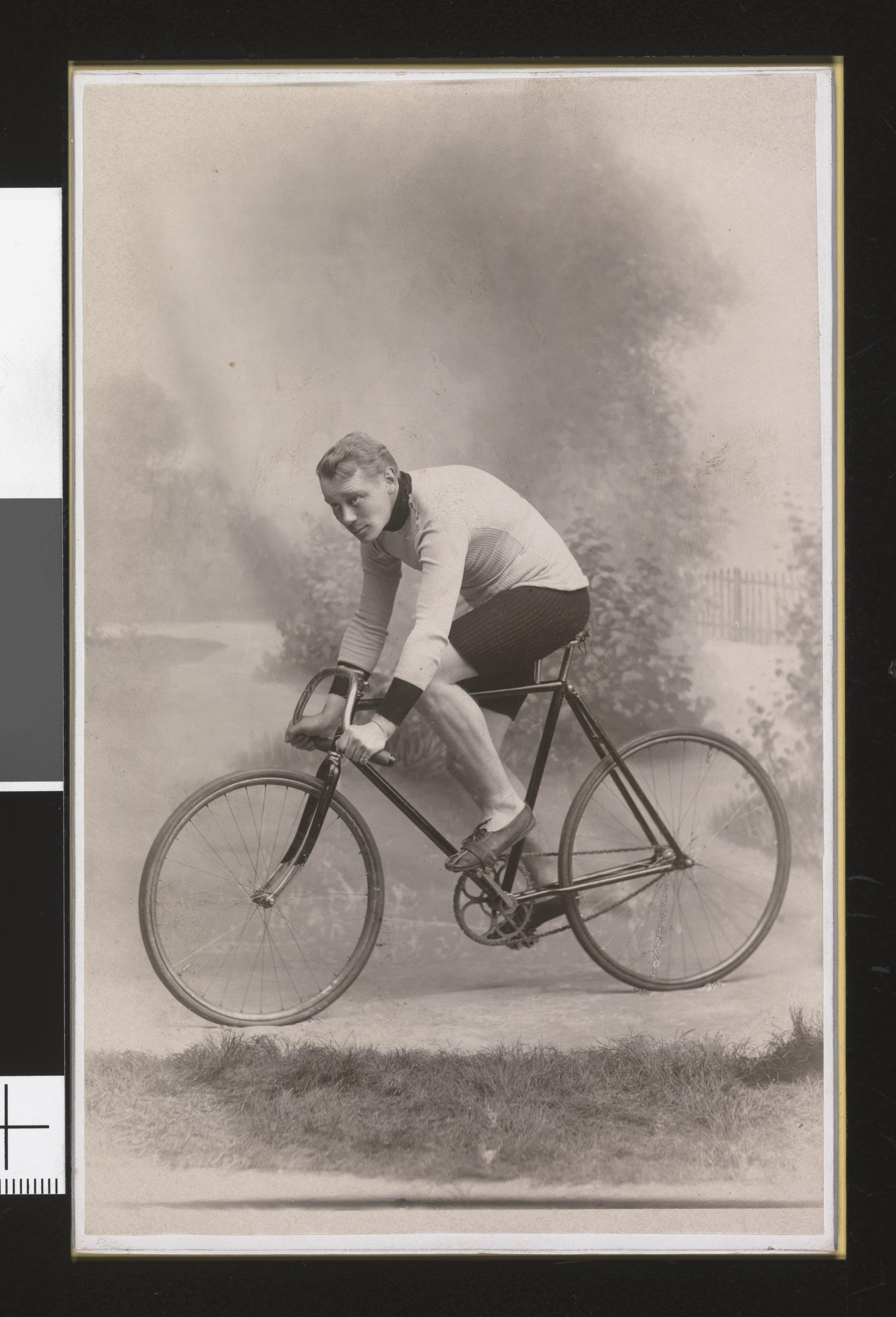
Portrét neznámého muže, 1901
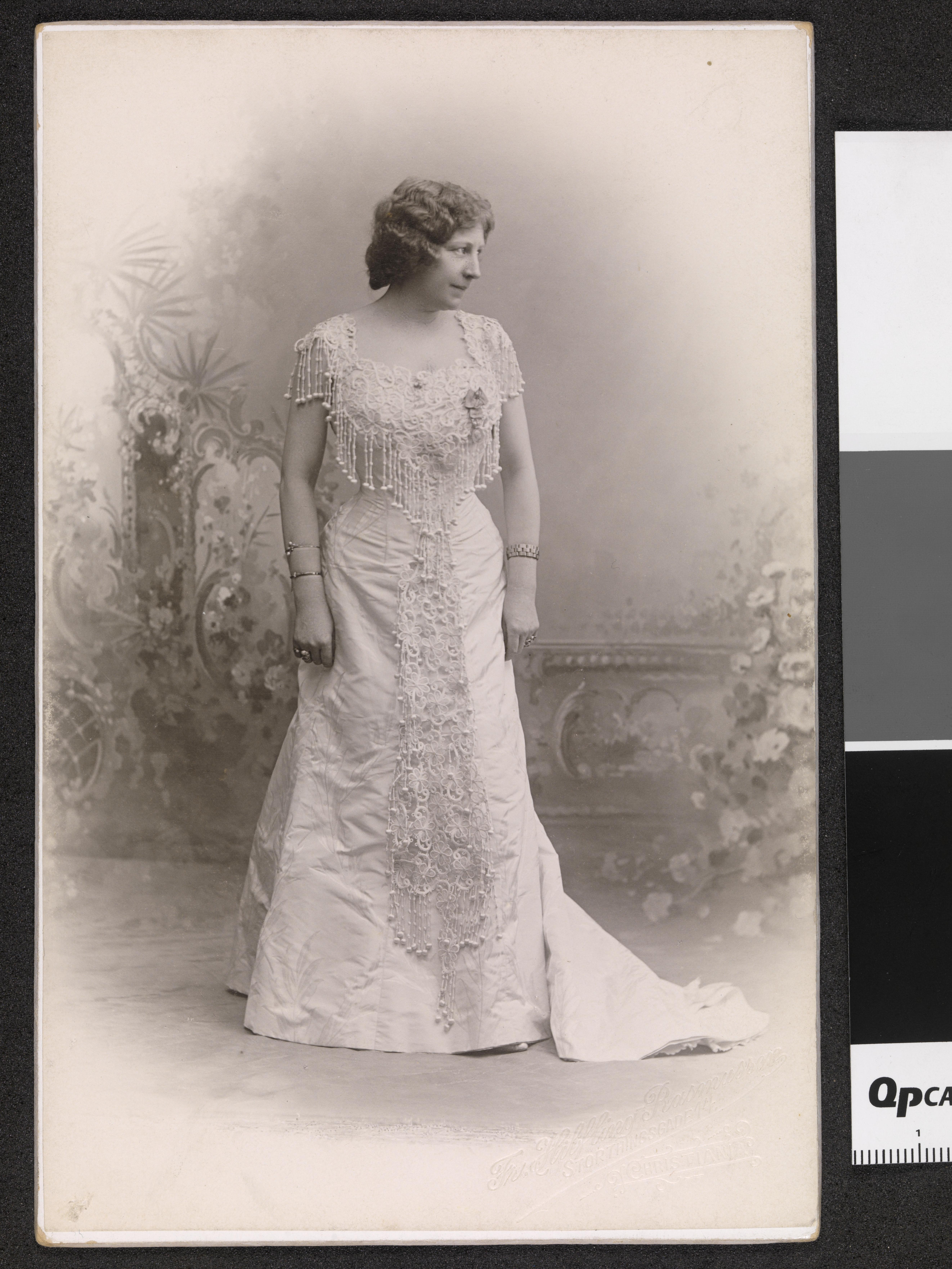
Gina Oselio
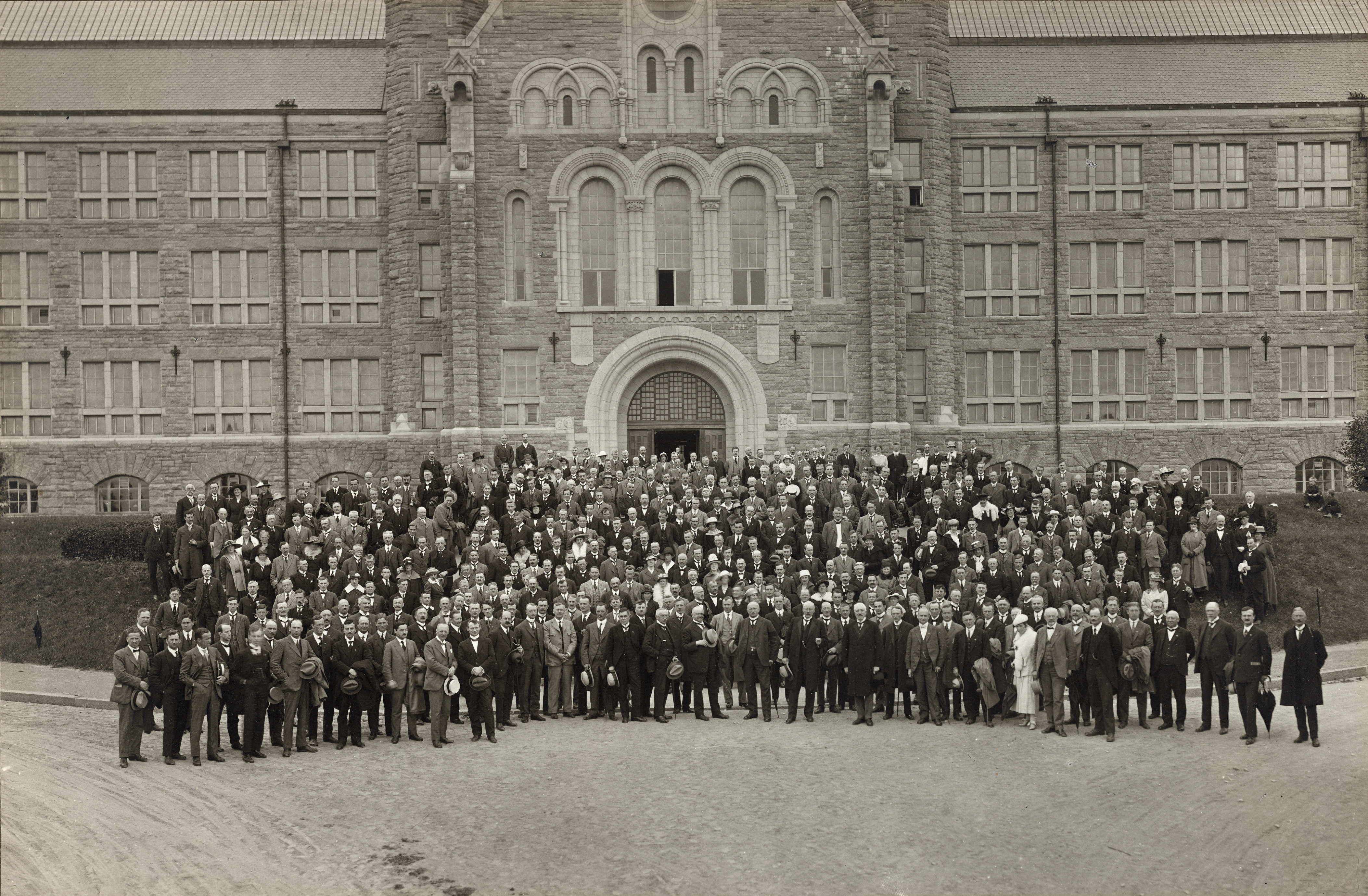
Norges Tekniske Høgskole, asi 1912, skupinový portrét